# 카시우 바르가스 바르보사
카시우 바르가스 바르보사(포르투갈어: Cássio Vargas Barbosa, 1983년 11월 25일 ~ )는 브라질의 전 축구 선수로, 현역 시절 포지션은 스트라이커였다. 2013년 K리그 챌린지 광주 FC에서 활약한 바 있으며, 등록명은 카시오였다.

## 선수 경력
2013년 1월 11일 K리그 챌린지 광주 FC로 이적하였으며, 등번호는 99번을 부여받았다. K리그에서 6년간 활약한 아드리아누 슈바의 친구로도 알려졌으며, 그의 조언을 받아 한국으로 오게 되었다. 그러나 2경기에 출전하는 데에 그치고, 여름이적시장을 통해 키프로스의 AEL 리마솔로 이적하였다.